# سقوط (حادثه)
افتادن یا سقوط دومین عامل سوانح مرگبار در سراسر جهان و یکی از عوامل اصلی آسیب‌های فردی به‌خصوص در سالمندان، کارگران ساختمانی، برق‌کاران، کارگران معدن و نقاشان محسوب می‌شود.  در سال ۲۰۱۳ حدود ۱۵۵ میلیون مورد از عوامل جدید سقوط‌های خطرناک به ثبت رسیده است. این عوامل غیرعمدی به افزایش قربانیان از ۳۴۱٬۰۰۰ در ۱۹۹۰ به ۵۵۶٬۰۰۰ مورد مرگ شده‌است.

## عوامل

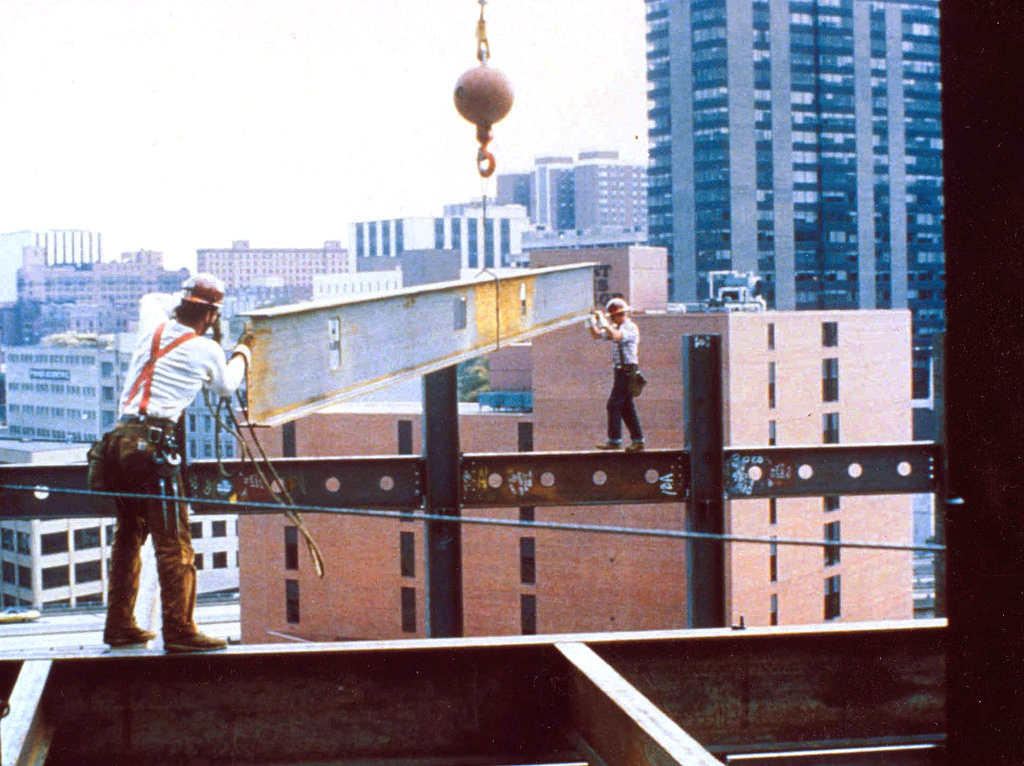
افتادن یا سقوط از ارتفاع

### سالمندی
در سنین سالمندی، حتی افتادن از یک نشیمنگاه بر روی زمین می‌تواند به صدماتی جدی منجر شود. استفن لورد در دانشگاه نیو ساوت ولز با مطالعهٔ ۸۰٬۰۰۰ فرد سالمند در استرالیا به این نتیجه رسید که ریسک افتادن برای هر فرد بر حسب تعداد نسخه‌های دارویی و نیز با مصرف داروهای اعصاب و روان افزایش می‌یابد. این نتایج، با انجام آزمون‌های تعادل و زمان عکس‌العمل افراد حاصل گردید. به‌علاوه، با مقایسهٔ عملکرد مردان و زنان سالمند مشابه از لحاظ قد، وزن، و سن، مشاهده گردید که مردان به‌طور متوسط از عملکرد بهتری در آزمون‌ها نسبت به زنان سالمند برخوردار هستند.